# Victorious: Music from the Hit TV Show
Victorious: Music from the Hit TV Show је дебитантски саундтрек албум снимљен за Nickelodeon-ову ТВ серију Викторијус. Већи део албума отпевала је главна глумица, Викторија Џастис, а поред ње су се на неким песмама нашли и други чланови екипе серије — Аријана Гранде, Елизабет Гилис, Миранда Косгроув, Леон Томас III, Мет Бенет, Данијела Моне и Аван Џогија. Већину песма написали су Мајкл Коркоран, Ден Шнајдер, Саван Котеча, Кул Коџак и Си Џеј Абрахам, као и Викторија Џастис, која је била укључена у писање текста сингла Best Friend's Brother и Леон Томас III, који је учествовао у писању песме Song 2 You.
Албум је издат 2. августа 2011. године од стране Nickelodeon Records-a, у сарадњи са Sony Music-ом. Све песме са саундтрека претходно су се појавиле у некој од епизода прве две сезоне Викторијуса. У САД-у, албум је доспео на пето место рекордне листе Billboard 200 са продајом од преко 41.000 примерака. Такође се нашао и на првом месту листе Kid Albums.
Водећи сингл саундтрека, Freak the Freak Out објављен је 22. новембра 2010. и постао је најуспешнија песма са албума, достигавши на 50. место америчке листе Billboard Hot 100. Остали синглови са албума су Beggin' on Your Knees (објављен 1. априла 2011), Best Friend's Brother (објављен 20. маја 2011) и You're the Reason (објављен 3. децембра 2011).